# El vent als salzes
El vent als salzes (títol original: The Wind in the Willows) és una pel·lícula britànica dirigida per Terry Jones, estrenada l'any 1996. Ha estat doblada al català.
El film és una adaptació de la novel·la El vent entre els salzes (1908) de Kenneth Grahame.

## Argument
Un eixelebrat gripau anomenat J. Tadeus és aficionat als cotxes. Per aquesta raó, no dubta a canviar la seva luxosa mansió per un excel·lent automòbil. El que no sap és que aquest ha estat robat, per la qual cosa el prenen pel lladre i el condemnen a presó. Els seus amics tracen un pla per trobar al culpable, restablir l'honor de J. Tadeus i treure'l de la presó.

## Repartiment
- Terry Jones: Gripau (Toad)
- Steve Coogan: Talp (Mole)
- Eric Idle: Rat (Rat)
- Nicol Williamson: Toixó (Badger)
- Antony Sher: el cap de les mosteles
- Stephen Fry: El jutge
- John Cleese: l'advocat de Gripau
- Michael Palin: el Sol
- Bernard Hill: el conductor de tren
- Nigel Planer: el venedor de cotxes
- Julia Sawalha: la filla del guardià de la presó
- Victoria Wood: la que serveix el te a la presó
- Don Henderson: el sentinella
- Robert Bathurst: la mostela St John
- Richard James: la mostela Geoffrey / el rellotge de Talp
- Keith-Lee Castle: la mostela Clarence

## Rebuda
- Premis 1950: Globus d'Or a la millor fotografia (color)
- Crítica 
  - "Descriu els estralls del frenètic consumisme, la ruinesa de l'era moderna. Homenatja al cinema mut, a Richard Lester, als dibuixos animats i als musicals de Bricusse i Newley"[3]
  - "Curiosa fantasia. (...) cinta familiar en la qual sobresurt la seva gran riquesa visual i desbordant imaginació."[4]